# استوديوهات أطلس
استوديوهات أطلس هو استوديو أفلام يقع على بعد 5 كيلومترات (3.1 ميل) غرب مدينة ورزازات في المغرب. يعتبر أكبر استوديو طبيعي في العالم.
غالبًا ما يستخدم استوديو أطلس كمقر رئيسي لإدارة الإنتاج والتصوير، كما يتم تصوير الكثير من المشاهد خارج أسوار الأستوديو. حتى أن بعض الإنتاجات قامت ببناء مجموعات في الصحراء، مثل القصور الرومانية.
تأسست الشركة عام 1983 من قبل رجل الأعمال محمد بلغمي.

## الإنتاجات
استضاف الاستوديو عددا من الأعمال السينمائية. ففي الثمانينيات، تمّ تصوير فيلمي جوهرة النيل وأضواء النهار الحية.
في التسعينيات، تم تصوير فيلم المومياء جزئيًا في هذه الاستوديوهات.
في عام 2000، صوّر ريدلي سكوت فيلمي غلاديايتر ومملكة السماء. وخلال العقد نفسه، استضافت استوديوهات أطلس تصوير فيلمي «أستريكس وأوبليكس: مهمة كليوباترا» و«بابل».
كما استضافت الاستوديوهات مسلسلات مثل: صراع العروش وبريزون بريك وتوت وغيرها.